# Makrokylindrus cinctus
Makrokylindrus cinctus är en kräftdjursart som beskrevs av Jones 1969. Makrokylindrus cinctus ingår i släktet Makrokylindrus och familjen Diastylidae.
Artens utbredningsområde är Bali. Inga underarter finns listade i Catalogue of Life.